# Гураль, Виталий Олегович
Вита́лий Оле́гович Гу́раль (укр. Віталій Олегович Гураль; 2 января 1994, Шидловцы) — украинский военнослужащий, подполковник, участник российско-украинской войны. Герой Украины (2022).

## Биография
С 2009 по 2013 год учился в Колледже Подольского государственного аграрно-технического университета по специальности «Монтаж, обслуживание и ремонт электротехнических установок в агропромышленном комплексе», получив квалификацию техника-электрика с отличием.
С 2013 по 2016 год обучался в Национальном университете биоресурсов и природопользования Украины по специальности «Энергетика сельскохозяйственного производства», получив квалификацию инженера-исследователя в области энергетики сельскохозяйственного производства.
С 2013 по 2015 год проходил обучение на кафедре военной подготовки при Национальном университете биоресурсов и природопользования Украины по программе подготовки офицеров запаса по военной специальности «Эксплуатация и ремонт электро- и спецоборудования и автоматики бронетанковой техники».
С 2016 года служит в Вооружённых силах Украины. С 2018 по 2021 год командовал 1-й мотопехотной ротой 16-го отдельного мотопехотного батальона 58-й отдельной мотопехотной бригады. С 2021 по 2022 год занимал должность начальника штаба — первого заместителя командира 16-го отдельного мотопехотного батальона 58-й отдельной мотопехотной бригады. С 2022 по 2023 год командовал 2-м стрелковым батальоном 58-й отдельной мотопехотной бригады. С 2023 по 2024 год был командиром 16-го отдельного мотопехотного батальона 58-й отдельной мотопехотной бригады.

## Награды
- Звание «Герой Украины» с удостоением ордена «Золотая Звезда» (26 марта 2022) — за личное мужество и героизм, проявленные в защите государственного суверенитета и территориальной целостности Украины, верность военной присяге[1].
- Медаль «За военную службу Украине» — за личное мужество и отвагу, проявленные в защите государственных интересов, укрепление обороноспособности и безопасности Украины.